# Дебой хамам
Дебой Чифте хамам (на македонска литературна норма: Дебој Чифте амам) е бивш хамам (турска баня) в град Битоля, Северна Македония.

## Местоположение
Хамамът е бил разположена в чаршията, но след като по-голямата част от нея е унищожена, днес е в северната ѝ периферия.

## История
Не е ясно на кой от изброените в османските сиджили хамам отговаря този, който по-късно получава името Дебой, тоест склад. Един от възможните варианти е да е Ески хамам, известен и като Атик хамам, тоест Старата баня, построена от Гази Сунгур Чауш – сгради от неговия вакъф са разхположени срещу Дебой хамам. Ако това предположение е вярно, хамамът датира от XV век. Според Радмила Петкова обаче, поради богатата и умела декорация на сградата, по-вероятно е хамамът да е Аладжа хамам, тоест Шарен хамам, построен от Ахмед паша. Въпреки че няма точни данни нито за ктитора, нито за годината на строителството на хамама, монументалността на строителството, зидарията и богатата сталактитна орнаментация, стуко декорацията по стените и многобройните малки звезди по куполите, както и другите архитектурни особености на хамама, го причисляват към златния век на османската архитектура в края на XV – XVI век. Хамамът е реставриран в 1964 година. От 1990 година е търговска площ.

## Архитектура
Сградата е изградена от редуващи се правоъгълни камъни и тухли, подобно на всички обществени сгради от епохата. Спойката е от хидравличен хоросан, използван и във вътрешността. Хамамът е двоен (чифте), тоест се състои от женска и мъжка част. Женската част е по-голяма и по-богато декорирана. От мъжката част е отделена със стена. Има шадраван – голяма квадратна стая с купол, шестоъгълен фенер под купола и шадраван в центъра, служеща за преобличане, капалък – стая за почивка, мейдан – стая за масаж, и две по-малки стаи отляво и отдясно на медана, траш хани – стая за депилация, следвана от помещения на халвета – местата за къпане. Мъжката част има шадраван – еднакав с женския, капалък и халвет, по-малки по размери. Гьобекташа – мраморната платформа в средата на топлото помещение, ваните и прочее от интериора не са запазени. Хамамът е имал хипокаустна система, като се е загрявал с топъл въздух по стените и пода. Сградата има богато украсени тромпи и фризове с флорални и геометрични мотиви в нисък релеф и стуко декорация по стените. Помещенията са сводести, с куполи със звездовидни отвори за осветление. Преди реставрацията хамамът е с керемиден покрив, а днес е с поцинкована ламарина.